# 庫里蒂
庫里蒂是哥倫比亞的城鎮，位於該國東北部，由桑坦德省負責管轄，始建於1670年，面積238平方公里，海拔高度1,441米，主要經濟活動有手工藝和農業，2005年人口11,343。
6°40′N 73°00′W / 6.667°N 73.000°W